# Soldier of Fortune
Soldier of Fortune is een first-person shooter die werd ontwikkeld door Raven Software en uitgebracht door Activision op 29 februari 2000 voor Windows. Het maakt gebruik van de id Tech 2-engine. In 2001 werd het uitgebracht voor de Sega Dreamcast, en in 2002 voor PlayStation 2. Loki Software maakte een port voor Linux.
Vanwege het succes werd in 2002 het vervolg Soldier of Fortune II: Double Helix uitgebracht. Ten slotte kwam op 14 november 2007 het derde deel Soldier of Fortune: Payback uit.
Soldier of Fortune is een op de werkelijkheid gebaseerd spel waarin soldaten het opnemen tegen terroristen. Spelers kunnen met op in werkelijkheid bestaande gebaseerde geweren schieten zoals de Bulldog T-31 en de M-75 Guardian, maar ook met fantasie-wapens zoals een Microwave Pulsegun, dat laserstralen schiet. Het spel is echter volgens critici te arcade-achtig omdat wapens altijd hetzelfde mikken ongeacht bewegingen van de speler. Het spel wordt gekenmerkt door de bloederigheid. Het spel bestaat uit zowel een singleplayer als een multiplayergedeelte.

## Verhaal
In zowel deel 1 en 2 speelt men als John Mullins, een zogeheten Soldier of Fortune (huurling) die in het eerste deel door terroristen gestolen kernkoppen moet zien te achterhalen en in deel 2 moet de speler voorkomen dat een terroristische organisatie een dodelijk virus over de wereld verspreidt.
In beide delen is er sprake van een finale waar het hoofd van een organisatie gedood moet worden.

## Online
Het online-gedeelte van het spel bestaat uit verschillende spelmodi, waaronder:
- Capture the flag: Het doel van beide teams is het veroveren van elkaars vlag.
- Deathmatch: Alle spelers hebben als doel elkaar dood te schieten.
- Team deathmatch: Spelers hebben als team het doel het andere team dood te schieten.
- Infiltration: 2 teams: seekers en defenders, seekers moeten een aantal belangrijke dingen vinden in de map, en defenders moeten het verdedigen